# Veronica Necula
Veronica Necula (n. 15 mai 1967, Târgoviște, Dâmbovița, România) este o canotoare română, laureată cu argint și cu bronz la Seul 1988.

## Carieră
Veronica Necula a început sportul de performanță la Clubul Sportiv Nr. 2 Constanța în anul 1982.
Primele concursuri au fost pe plan național unde din anul 1983 până în anul 1988 a fost campioană națională în diferite probe de simplu, patru vâsle și opt rame. Pe plan internațional a cucerit medalii în diferite probe de canotaj: locul al doilea la Campionatele Mondiale de junioare din Suedia în proba de 2 vâsle, în anul 1984, locul întâi la Campionatele Mondiale de junioare din Germania în proba de simplu, în anul 1985.
În anul 1986 a obținut locul al treilea la Campionatele Mondiale din Anglia în proba de 8+1 rame și în anul 1987 a cucerit medalia de aur la Campionatele Mondiale din Danemarca atât în proba de 4+1 rame cât și în proba de 8+1 rame. A obținut două medalii olimpice (argint la Olimpiada de la Seul, Coreea de Sud, în proba de 8+1 rame, în anul 1988, și bronz în proba de 4+1 rame, în cadrul aceleiași olimpiade). A cucerit și medalii de aur, argint și bronz la Regatele Internaționale din Elveția, Austria, Rusia, Bulgaria, Ungaria, Germania și alte țări.
În total a cucerit 50 de medalii.